# Festivalbar 1996 (compilation)
Festivalbar 1996 è una compilation di brani musicali famosi nel 1996, pubblicata nell'estate di quell'anno in concomitanza con l'edizione omonima del Festivalbar. La compilation era divisa in realtà in tre diverse pubblicazioni: una, intitolata semplicemente Festivalbar '96, conteneva i brani di maggior successo ed era pubblicata dalla CGD, mentre le altre due, Festivalbar Superdance battito e Festivalbar Superdance battito 2, erano pubblicate dalla WEA e contenevano i principali successi di musica dance.
La compilation Festivalbar era divisa in due dischi.

## Festivalbar '96

### Disco 1
1. Eros Ramazzotti – Più bella cosa
2. Oasis – Don't Look Back in Anger
3. Umberto Tozzi – Il grido
4. Ligabue – Vivo morto o X
5. Zucchero – Alleluja
6. East 17 – Do U Still?
7. Paolo Vallesi – Grande
8. Ron – Ferite e lacrime
9. Gianni Morandi – La regina dell'ultimo tango
10. Bel Canto – Rumour
11. Miguel Bosé – L'autoradio
12. Articolo 31 – Tranqi Funky
13. Massimo Di Cataldo – Con il cuore
14. Gerardina Trovato – Piccoli già grandi
15. Michael Learns to Rock – Someday
16. Antonella Ruggiero – Fare fare
17. Ambra Angiolini – Aspettavo te

### Disco 2
1. Tina Turner – Whatever You Want
2. Gianluca Grignani – La fabbrica di plastica
3. Luca Carboni – Non è
4. Michael Bolton – Soul Provider
5. Ivana Spagna – Lupi solitari
6. Enrico Ruggeri – Il momento della verità
7. Neri per Caso – Improvvisando
8. Fool's Garden – Lemon Tree
9. Anna Oxa – Spot
10. Michele Zarrillo – Non arriveranno i nostri
11. Paola Turci – La felicità
12. Ké – Strange World
13. Aleandro Baldi – Tu sei me
14. The Beloved – Satellite
15. Luca Barbarossa – Ali di cartone
16. Marina Rei – Pazza di te
17. Alexia – Summer Is Crazy

## Festivalbar Superdance Battito
1. Alexia – Summer Is Crazy
2. Robert Miles – Children
3. DJ Dado – X-Files
4. Antico – Dreamer Hoomba Hoomba (Twilight Zone)
5. Gina G. – Ooh Aah... Just a Little Bit
6. J. J. Brothers & Asher Senator – Move It Up
7. R.A.F. by Picotto – Bakerloo Symphony
8. Elaine Mata Jones – Never Never
9. Livin' Joy – Don't Stop Movin'
10. Bump's & Vincenzo – Lady Bug
11. JT Company – Miracle
12. Dana Dawson – Show Me
13. Mark Morrison – Return of the Mack
14. Coolio – 1-2-3-4 (Sumpin' New)
15. Ace of Base – Never Gonna Say I'm Sorry
16. Tupac Shakur – California Love
17. Stakka Bo – Great Blondino
18. Gabrielle – Give Me a Little More Time
19. Corona – Megamix: The Rhythm of the Night, Try Me Out, I Don't Wanna Be a Star
20. Making Ends – Heartbeat (remix)

## Festivalbar Superdance Battito. Bis
1. Boris Dlugosch – Keep Pushin'
2. Sandy B. – Make the World Go Around
3. Cheryl Lynn – Got to Be Real
4. Mark Morrison – Crazy
5. Maydle Myles – You Got Me Forever
6. Babyra Soul – I Belong to You
7. Mr. President – Coco Jamboo
8. Reel 2 Real – Are You Ready for Some More
9. J. J. Brothers & Asher Senator – I Got the Vibe (Shake It Shake It)
10. Molella & Asher Senator – See the Difference
11. Hysteric Ego – Want Love
12. Frank'o Moiraghi & Amnesia – Baby Hold Me
13. Zhi-Vago – Celebrate the Love
14. Robert Miles – Fable
15. R.A.F. by Picotto e Gigi D'Agostino – Angel's Symphony
16. Karin T. – My Paradise
17. Ice MC – Give Me the Light
18. DJ Dado – Metropolis (The Legend of Babel)
19. Datura – Mantra (Gaya Tri)
20. Making Ends – Heartbeat

## Classifiche

### Festivalbar
| Classifica (1996)                     | Posizione |
| ------------------------------------- | --------- |
| Classifica degli album italiana       | 2         |
| Classifica di fine anno italiana 1996 | 8         |

### Festivalbar Superdance battito
| Classifica (1996)                     | Posizione |
| ------------------------------------- | --------- |
| Classifica degli album italiana       | 8         |
| Classifica di fine anno italiana 1996 | 44        |

### Festivalbar Superdance Battito bis
| Classifica (1996)                     | Posizione |
| ------------------------------------- | --------- |
| Classifica degli album italiana       | 18        |
| Classifica di fine anno italiana 1996 | 108       |